# 서울 원응사 묘법연화경
서울 원응사 묘법연화경(서울 圓應寺 妙法蓮華經)은 서울특별시 구로구 개봉동 원응사에 있는 조선시대의 묘법연화경이다. 2018년 12월 13일 서울특별시의 유형문화재 제435호로 지정되었다.

## 개요
후진의 구마라집(鳩摩羅什)이 한역한 『묘법연화경』을 송나라 계환이 요해(要解)한 주해본을 저본으로, 조선 초기 명필가인 성달생(成達生), 성개(成槪) 형제가 정서(淨書)한 판본을 1572년(선조5)에 경상도 상주 대승사에서 개판한 목판본이다.
전 7권을 3책(권1-2, 권3-4, 권5-7)으로 장황(裝潢)한 완질본 상태로 동일한 판본은 현재까지 원각사와 대둔사 등에 영본(零本)이 소장된 사실이 알려져 있으나, 전7권의 완질본이 소장된 사례는 원응사 소장본이 유일함. 또한 인경 당시에 제작한 포갑(包匣)이 온전한 상태로 보존되어 있고, 권수에 수록된 변상도를 판각한 각수가 ‘의연(儀連)’으로 기재되어 있다.
대승사판 법화경은 현재 2건이 국내 사찰에 전존(傳存)하는 것으로 파악되고 있으나 모두 전체 권수가 불완전한 영본인 것에 반해, 조사 대상본은 전 7권의 완질본이므로 문화재적 가치가 높다.

## 조사보고서
본 자료는 후진의 구마라집(鳩摩羅什)이 한역한 『묘법연화경』을 송나라 계환이 요해(要解)한 주해본을 저본으로 조선 초기 명필가인 성달생(成達生), 성개(成槪) 형제가 정서(淨書)한 판하본을 1572년(선조5)에 경상도 상주 대승사에서 개판한 목판본이며, 전7권 3책이다. 조선시대 초기 태조 때부터 송판본의 복각이 아닌 우리의 독자적 판본이 출현하는 현상을 보이고 있는데, 현재까지 대략 170여종 이상 개판되었던 것으로 알려져 있다. 이를 중요 서지적 특징 따라 대략 성달생판본계, 초주갑인자판본계, 을해자판본계, 대자판본 계통으로 구분하고 있다. 이 중 원응사 신청본은 송나라 계환이 요해한 주해본을 저본으로 조선 초기 1405년(태종5)에 명필가인 성달생 등이 선친의 명복을 기원할 목적으로 간행한 판본 계통을 저본으로 1572년 경상도 상주 대승사에서 화주 희준(熙峻)의 주관으로 각수 처경(處敬) 등이 복각한 것이다.
원응사 신청본은 권1에서 권7에 이르는 전 7권을 3책(권1-2, 권3-4, 권5-7)으로 장황(裝潢)한 완질본 상태이다. 이 책은 5침의 선장 형태로 새로 장황하였는데, 책의 크기는 28×18.5cm이다. 표지는 빨강과 남색의 비단으로 장황하고 이 3책을 하나의 포갑에 보관되어 있는 것으로 보아
인출 당시 마포(麻布)를 이용하여 제작한 것으로 보인다. 포갑에는 ‘法華經函’이란 제첨을 부치고 묵서 경제(經題) 아래에 장서인이 날인되어 있다.
조사 대상본의 서지적 특징을 살펴보면 본문은 반엽을 기준으로 변란은 사주단변으로 계선이 없으며, 반곽의 크기는 20.7×14cm이다. 반엽을 기준으로 10행 20자씩 배자되어 있으며, 중앙에 별도의 판심은 있으나 어미는 없고 판심제와 권장차만 기재되어 있다. 전체적으로 결장이 없는 완전한 상태이며, 권1의 말미에 간기와 시주질이 기재되어 있어 이 책이 1572년에 상주의 대승사에서 개판된 사실을 알 수 있다.
이 조사 대상본과 동일한 판본이 현재까지 원각사와 대둔사 등에 영본(零本)이 소장된 사실이 알려져 있으나, 전7권의 완질본이 소장된 사례는 원응사 소장본이 유일한 것으로 파악된다. 조사 대상본은 1572년 사불산 대승사에서 개판된 판본으로 전 7권 3책이 온전한 상태이다. 또
한 이 책을 보호하기 위해 인경 당시에 제작한 포갑(包匣)이 온전한 상태로 보존되어 있어 문화재로서 품격을 높이고 있다. 또한 권수에 수록된 변상도를 판각한 각수가 ‘儀連’으로 기재되어 있어 학술적 가치도 높다.
이 대승사판 법화경은 현재 2건이 국내 사찰에 전존(傳存)하는 것으로 파악되고 있으나 모두가 전체 권수가 불완전한 영본(零本) 상태이다. 그러나 원응사 소장의 조사 대상본은 전 7권이 완전한 상태로 국내에 그 완전본이 극히 드문 판본으로 문화재적 가치가 매우 높다. 따라서 원응사 소장의 조사 대상본은 지방유형문화재로 지정하여 보존할 만한 가치가 충분한 것으로 판단되어 그 심의를 상정하는 바이다.

## 참고 문헌
- 원응사 묘법연화경 - 국가유산청 국가유산포털